# さかき丸
さかき丸は帝国海事協会の貨客船、義勇艦。「榊丸」とも。「さくら丸」、「うめが香丸」に次ぐ3隻目の義勇艦である。
「さかき丸」は川崎造船所で建造された。1911年10月9日、契約締結。1913年3月3日に進水し、8月4日に竣工した。
帝国海事協会は募金を募り、平時は商船、有事の際は軍用とする義勇艦を2隻建造したが、それらの商船としての評価は芳しくなかった。そのため、3隻目となる「さかき丸」では要求は速力21ノットのみとし、使用者である南満洲鉄道の要望を入れて設計された。結果、好評を得た。
1913年8月10日、「さかき丸」は南満洲鉄道の大連・上海航路に就航した。
第一次世界大戦では通報艦として青島攻略戦に参加した。
1922年、海防義会の設立に伴い移籍。同年に大連・上海航路は大連汽船に引き継がれるが、そこでも「さかき丸」は運航されている。翌年、南満州鉄道に売却。
1929年、大連汽船に売却。
1933年、「東亜丸」建造の見合い船として解体された。